# 時計算
時計算（とけいざん）はある時刻を基準にして、アナログ時計の長針と短針（および秒針）のなす角が特定の角度になるのはいつか、もしくは時刻が与えられたときの長針と短針のなす角を求める問題。追いつき旅人算の応用である。
また、アナログ時計の長針と短針が左右線対称になる時刻、上下線対称になる時刻を求める問題。こちらは出会い旅人算の応用である。中学入試では頻出される。

法 12 で計算される時計の針

あるいはまた、アナログ時計の文字盤における数字の足し算・引き算・掛け算の計算のことを示す。すなわち、時間の計算で数値が12よりも大きくなれば12を引き、1よりも小さくなれば12を足して、常に数値が1から12までの範囲に収まるようにする計算方法のことである。例えば、9時から4時間後は13時になるので12を引いて1時とする。12を法とする剰余算であり、合同式を使うと、
{\displaystyle 9+4=13\equiv 1{\pmod {12}}}
と表される。

## 例題

### 例題1（追いつき旅人算の応用）
あるとき、時計を見たところ、長針と短針がちょうど重なっていた。その時計を見たのが午後5時台であるとき、時刻は何時何分であるか。
1. 旅人算の時計盤上のものと考えられる。
2. 長針の動く速度：360度/60分＝6度/分
3. 短針の動く速度は360度/12時間＝360度/720分＝0.5度/分
4. 5時の時点では、長針と短針のなす角は、360度×5時間/12時間=150度である。
5. (2)・(3)より、長針は短針に1分当たり、6度-0.5度＝5.5度追いつくことになる。
6. よって、5時ちょうどから150度÷5.5度=300/11=273/11分後に長針と短針は重なることがわかる。
7. したがって、273/11分=27分164/11秒に長針と短針が重なることがわかる。
8. すなわち、5時27分164/11秒が答えである。

### 別解（1次関数を用いた方法）
1. 1時間で短針は5目盛、長針は60目盛移動する。(1目盛=1分)
2. よって短針は毎時5目盛、長針は毎時60目盛の速度となる。
3. x軸を時間(5:00からx時間経過)、y軸を目盛とする。
4. 17:00の座標を(0,0)とする。<=0時間経過、0目盛進む[1]>
5. 短針は17:00であることから、25目盛を指しているので、(0,25)を起点とし、18:00には30目盛を指すので、(1,30)を通る。この両座標を通る関数は、y=5x+25となる。
6. 長針は17:00であることから、0目盛を指しているので、(0,0)を起点とし、18:00には60目盛を指すので、(1,60)を通る。この両座標を通る関数は、y=60xとなる。
7. したがって、重なる地点は両関数の交点なので、y=5x+25=60xより、(5/11,300/11)となる。
8. 5時より5/11時間経過は不適切な表現であるので、言い換える。
9. 5/11時間は300/11分である。つまり273/11分となるが、これも不適切な表現であるので、言い換える。
10. 3/11分は180/11秒である。すなわち164/11秒となる。
11. 故に、5時27分164/11秒となる。

### 例題2（出会い旅人算の応用）
9時から10時までの間で，時計の短針と長針が左右対称になるのは何分か。
時計の長針と常に左右対称にあるように動く「長針B」を定義すると、「長針Bと短針が重なるのは9時何分か」という問題になる。
1. 旅人算の時計盤上のものと考えられる。
2. 長針Bの動く速度：360度/60分＝6度/分
3. 短針の動く速度は360度/12時間＝360度/720分＝0.5度/分
4. 9時の時点では、長針Bと短針のなす角は、90度である。
5. (2)・(3)より、長針Bは短針に1分当たり、6度+0.5度＝6.5度近づくことになる。
6. よって、9時ちょうどから90度÷6.5度＝180/13＝1311/13分後に長針Bと短針は重なることがわかる。
7. したがって、1311/13分=13分5010/13秒に長針Bと短針が重なることがわかる。
8. すなわち、9時13分5010/13秒が答えである。

### 別解（1次関数を用いた方法）
「左右対称」ということは、「時計の12-6を軸として折りたたむと、短長針が重なる」ということである。
1. 短針は時計の9-10の間しか通らないので、9:10～9:15の間が答えだと推測できる。
2. 長針の速度は1時間に60目盛動くので、1分で1目盛動く。
3. 短針の速度は1時間に5目盛動くので、1分で1/12目盛動く。
4. 短針が9から12に移動するには15目盛、長針が12～3に移動するには15目盛進む必要がある。
5. 短長針それぞれ対称となるためには、長針はt目盛、短針は15-t目盛動く必要がある。
6. x軸を9:00からの経過時間、y軸を移動目盛とする。
7. よって9:00(0時間経過、0目盛進む[2])の座標を(0,0)とする。
8. 長針は12の位置(0目盛)から1時間に60目盛進むので、y=60xと表せる。
9. 短針は9の位置(45目盛)から1時間に5目盛進むので、y=5x+45と表せる。<スタートは同じ9:00>
10. 対称となるのは長針はt目盛、つまりt/60時間進む必要がある。
11. 対称となるのは短針は9の位置(45目盛)から15-t目盛動く必要があるので、60-t目盛の位置まで動かなければならない。この位置に何時間後に着く必要があるかといえば、短針なので、60-t=5x+45より、x=15-t/5時間後でないといけない。
12. 同時間後に対称となる場所にいなければならないので、t/60=15-t/5という方程式が成り立つ。これを解くと、t=180/13となる。
13. これは1311/13分と言い換えられるが、解答としては不適切である。
14. 11/13分は660/13秒、すなわち5010/13秒と表せる。
15. 故に、9時13分5010/13秒が答えである。

### 例題3（剰余算の応用）
午前と午後を区別する場合は24を法にして時間を計算する。すなわち、時間の計算で数値が24以上になれば24を引き、0よりも小さくなれば24を足して、常に数値が0から23までの範囲に収まるようにする。
- 24時は0時になる。

{\displaystyle 24\equiv 0{\pmod {24}}}
- 23時の2時間後は1時になる。

{\displaystyle 23+2=25\equiv 1{\pmod {24}}}
- 3時の15時間前は12時になる。

{\displaystyle 3-15=-12\equiv 12{\pmod {24}}}
- 17時の100時間後は21時になる。

{\displaystyle 17+100=117=24\times 4+21\equiv 21{\pmod {24}}}